# 2759 Idomeneus
2759 Idomeneus eller 1980 GC är en trojansk asteroid i Jupiters lagrangepunkt L4. Den upptäcktes 14 april 1980 av den amerikanske astronomen Edward L.G. Bowell vid Anderson Mesa Station. Den är uppkallad efter Idomeneus i den grekiska mytologin.
Asteroiden har en diameter på ungefär 53 kilometer.